# 철갑함

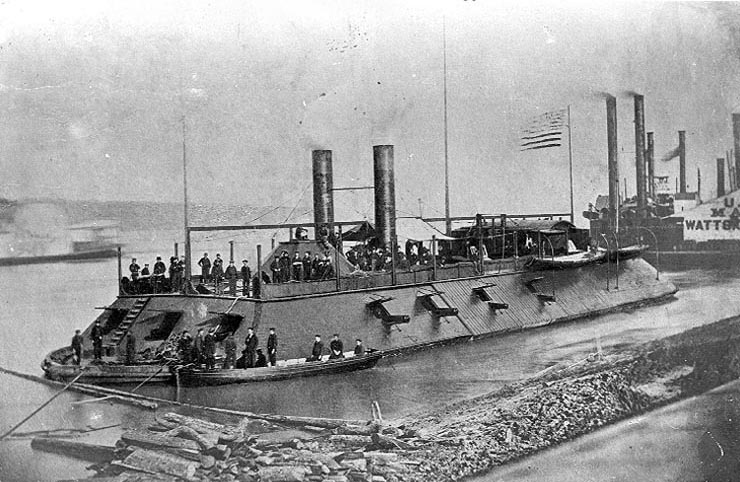
USS 카이로 (1861), '시티'급 철갑함

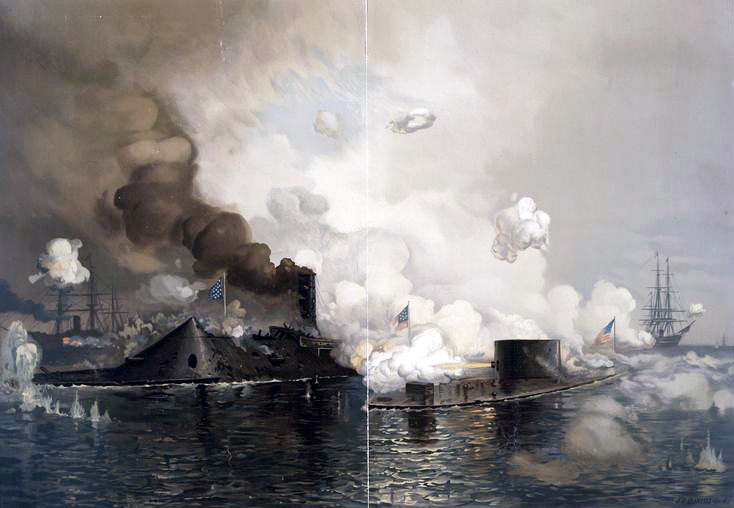
철갑함 대 철갑함: CSS 버지니아(왼쪽) 대 USS 모니터. 1862년.

철갑함(鐵甲艦, ironclad 아이언클래드[*])은 19세기 후반 영국이나 미국에서 발달한 함선의 한 형태로, 증기기관으로 추진되고, 철이나 강철로 된 장갑으로 보호되며, 대포가 탑재되어 있는 것을 주요 특징으로 한다.
철갑함은 목조함이 폭약이나 소이탄에 취약함을 극복하기 위해 개발되었다. 초기 철갑함인 '라 글루아르(La Gloire)'는 1859년에 프랑스 해군이 진수하였는데, 이는 영국 해군이 철갑함을 만들도록 자극하였다.
철갑함이 가장 두드러지게 사용된 시기는 남북 전쟁, 리사 해전 시기이다. 철갑함 사이의 첫 번째 해전이 남북전쟁에서 있었는데, 이후로는 철갑함이 기존의 장갑이 없는 목조함을 대신하여 가장 강력한 해상의 전함이 되었다.
철갑함은 외양에서의 전함, 연안 경비함, 장거리 순양함 등의 여러 가지 역할을 수행하도록 설계되었다. 19세기 전함은 빠른 속도로 발전하여 증기기관을 보충하기 위해 돛을 사용하던 목조선으로부터 20세기에 일반화된 강철로 제작되고 포탑을 갖춘 전함과 순양함으로 변모하였다. 이러한 변화는 거포의 발전에 따라 확장되었으며(1880년대의 철갑선은 유래 없는 가장 무거운 함포를 장착했다.), 보다 정교한 증기 기관을 갖게 되었고, 강철로 배를 제조할 수 있게 한 야금술이 발전되었다.
철갑의 시대의 빠른 변화는 많은 배들이 완성되자 마자 구식이 됨을, 그리고, 해군의 전술들이 끊임 없이 변화함을 의미했다. 많은 철갑함들이 들이받기 위해, 또는 어뢰를 발사하기 위해 제작되었는데, 이는 다수의 해군 설계자들이 해양 전투에서 중요 무기로 생각했던 것들이었다. 철갑함 시대의 종료 시기는 분명하지 않으나, 1890년대 말엽에는 '철갑함'이라는 명칭은 사용하지 않게 되었다. 점점 더 많은 함선들이 표준 양식으로, 전함 또는 장갑순양함으로서 건조되었다.

## 같이 보기
- 남북전쟁
- 청일전쟁
- 전함
- 노급전함